# Steve Feak
Steve Feak, también conocido por el apodo de Guinsoo, es un diseñador de videojuegos de Estados Unidos, conocido por haber sido el diseñador anterior del mapa personalizado de Warcraft III: The Frozen Throne, DotA: Allstars. Actualmente es diseñador principal de Riot Games en la elaboración de League of Legends, un videojuego inspirado en su obra anterior.

## Trabajo
Heredo la mayor parte del trabajo de DotA original, creado por Eul (La Defensa de los Ancestros original, vista en el videojuego Warcraft III: Reign of Chaos) la cual uso como para su proyecto, Feak modificó el DotA: Allstars mediante la adición de su propia mezcla de contenidos.
Entre las variantes del DotA creadas a raíz del mapa de Eul, DOTA Allstars se convirtió en la versión más popular del mapa. Feak ha dicho que cuando comenzó a desarrollar Allstars no tenía ni idea de lo popular que el juego se convertiría eventualmente a nivel mundial, el gran éxito emergente de este tipo de juegos, lo inspiró para diseñar un nuevo título en torno a lo que él consideraba un género emergente de los juegos. Feak añadió un desarrollo para el sistema de puntos de forma que un jugador pudiese volverse potente y así hacer subir al resto de su equipo, así como también añadió a un personaje poderoso, un jefe llamado Roshan (El nombre de su bola de boliche).
Feak utilizó un canal de chat de Battle.net como un lugar para que los jugadores de DotA se congregaran, pero DotA: Allstars no tenía sitio oficial para los debates y el alojamiento de contenidos. Los líderes del DOTA: Allstars, el clan TDA, propusieron que se creara un sitio web específico para reemplazar a las distintas alternativas en línea, que se actualizaban con poca frecuencia o que tenían mantenimiento inadecuado.
Hacia el final de su dominio con el mapa, Feak se dedicaba principalmente en lograr la optimización del mapa, luego se fue después del desarrollo de la versión 6.01, que pasaría al diseñador actual de DotA, el conocido IceFrog.

### League of Legends
Al ser contratado por Riot Games, fue colocado en la dirección artística y diseño y elaboración básica del videojuego League of Legends, este estaría inspirado en los conceptos fundamentales de DOTA Allstars.
En League of Legends, Steve Feak recibió el nombre de un arma de honor  en League of Legends, el Espadafuria de Guinsoo. En DotA también lleva su apodo un objeto, el arma Guadaña Guinsoo de Vise.